# Borassodendron
Genre
Classification phylogénétique
Espèces de rang inférieur
- Borassodendron machadonis

Borassodendron est un genre de plantes de la famille des Arecaceae (palmiers). Il contient l'espèce suivante :
- Borassodendron machadonis

## Classification
- Famille des Arecaceae
  - Sous-famille des Coryphoideae
    - Tribu des Borasseae
      - Sous-tribu des Lataniinae